# Wappen der finnischen Region Päijät-Häme
Wappen der finnischen Region Päijät-Häme

Diese Seite zeigt Wappen der finnischen Städte und Gemeinden  der Region von Päijät-Häme.

## Städte und Gemeinden

Päijät-Häme
Artjärvi
Asikkala
Hartola
Heinola
Hollola
Kärkölä
Lahti
Orimattila
Padasjoki
Sysmä

## Wappen aufgelöster und alte Gemeinden

Hämeenkoski
Heinolan maalaiskunta
Nastola

## Wappenbeschreibung
1. ↑  In Blau eine fischgeschwänzte Jungfrau mit blonden wehenden Haaren lässt einen goldenen Vogel (Kuckuck) mit angelegten Schwingen und aufgestellten Schwanzfedern fliegen.
2. ↑  In Blau und Silber durch fünf Zinnen geschnitten mit einem goldenen Hecht oben
3. ↑  Schräg in Silber und Rot geviert mit je einem Fünfblatt  (Fingerkraut) mit goldenem Butzen in verwechselten Farben
4. ↑   In Rot eine goldene Krone zwischen zwei goldenen schragengelegte Facken mit silberner Flamme
5. ↑   In Rot läuft ein goldener Luchs mit schwarzen Ohrenbüschel und mit blauer Bewehrung und Zunge über eine silberne Brücke mit einem großen Bogen
6. ↑   In Rot  ein goldener Elchkopf dem Betrachter zugewendet (en face) über einer goldenen Garbe. Fünf (1;2;2) silberne fußgespitzte Tatzenkreuze begleiten alles.
7. ↑   In Rot drei silberne Hakenmesser pfahlgestellt mit der Schneide nach rechts zeigend
8. ↑   In Silber ein siebenspeichiges schwarzes Rad mit roten Flammen in gleicher Zahl an den Speichenenden
9. ↑   In Rot ein silbernes wachsendes Pferd mit einer silbernen Sense mit dem rechten Vorderlauf  über den Körper haltend
10. ↑   In Rot ein silberner gehenkelter Topf über einem silbernen  Wellenbalken über dem Schildfuß
11. ↑   In Schwarz ein silberner Köcher mit roten Schildlein und nach rechts zeigende silbernen Barte und mit drei herausragenden Pfeilspitzen und fliegenden Tragebändern.
12. ↑  In Rot zwei silberne Schrägrechtsbalken mit je zwei gestürzten schwarzen Sparren zwischen denen drei  nach der Figur belegten silbernen Kleeblättern sind.
13. ↑   In Rot zwei pfahlgestellte silberne Schlittenkufen  die mit zwei kurzen Balken verbunden sind
14. ↑   In Rot ein fußgespitztes Mauerankerkreuz